# 10. etape af Tour de France 2009
Tiende etape af Tour de France 2009 blev kørt tirsdag d. 14. juli og gik fra Limoges til Issoudun.
Ruten var 194,5 km lang.
- Etape: 10
- Dato: 14. juli
- Længde: 194,5 km
- Danske resultater:

076. Nicki Sørensen + 0.00
120. Chris Anker Sørensen + 0.00
142. Brian Vandborg + 0.00
- Gennemsnitshastighed: 40,7 km/t

## Point- og bjergspurter

### 1. sprint (Laurière)
Efter 44 km
| Vinder | Samuel Dumoulin   | 6p |
| 2.     | Thierry Hupond    | 4p |
| 3.     | Benoît Vaugrenard | 2p |

### 2. sprint (Aigurande)
Efter 122,5 km
| Vinder | Benoît Vaugrenard | 6p |
| 2.     | Thierry Hupond    | 4p |
| 3.     | Samuel Dumoulin   | 2p |

### 3. sprint (Saint-Août)
Efter 167,5 km
| Vinder | Thierry Hupond    | 6p |
| 2.     | Benoît Vaugrenard | 4p |
| 3.     | Samuel Dumoulin   | 2p |

### 1. bjerg (Côte de Salvanet)
4. kategori stigning efter 12,5 km
| Plads | Navn              | Point |
| ----- | ----------------- | ----- |
| 1.    | Mikhail Ignatjev  | 3     |
| 2.    | Thierry Hupond    | 2     |
| 3.    | Benoît Vaugrenard | 1     |

### 2. bjerg (Côte de Saint-Laurent-les-Églises)
4. kategori stigning efter 27,5 km
| Plads | Navn             | Point |
| ----- | ---------------- | ----- |
| 1.    | Mikhail Ignatjev | 3     |
| 2.    | Thierry Hupond   | 2     |
| 3.    | Samuel Dumoulin  | 1     |

### 3. bjerg (Côte de Bénévent-l'Abbaye)
4. kategori stigning efter 58,5 km
| Plads | Navn              | Point |
| ----- | ----------------- | ----- |
| 1.    | Thierry Hupond    | 3     |
| 2.    | Benoît Vaugrenard | 2     |
| 3.    | Samuel Dumoulin   | 1     |

## Resultatliste
|    | Navn                | Land           | Hold                  | Tid     |
| -- | ------------------- | -------------- | --------------------- | ------- |
| 1  | Mark Cavendish      | Storbritannien | Team Columbia-HTC     | 4:46.43 |
| 2  | Thor Hushovd        | Norge          | Cervélo TestTeam      | + 0.00  |
| 3  | Tyler Farrar        | USA            | Garmin-Slipstream     | + 0.00  |
| 4  | Leonardo Duque      | Colombia       | Cofidis               | + 0.00  |
| 5  | José Joaquín Rojas  | Spanien        | Caisse d'Epargne      | + 0.00  |
| 6  | Lloyd Mondory       | Frankrig       | Ag2r-La Mondiale      | + 0.00  |
| 7  | Kenny van Hummel    | Holland        | Skil-Shimano          | + 0.00  |
| 8  | William Bonnet      | Frankrig       | Bbox Bouygues Télécom | + 0.00  |
| 9  | Daniele Bennati     | Italien        | Liquigas              | + 0.00  |
| 10 | Saïd Haddou         | Frankrig       | Bbox Bouygues Télécom | + 0.00  |
| 11 | Gerald Ciolek       | Tyskland       | Team Milram           | + 0.00  |
| 12 | Marco Bandiera      | Italien        | Lampre-N.G.C.         | + 0.00  |
| 13 | Sebastian Lang      | Tyskland       | Silence-Lotto         | + 0.00  |
| 14 | Juan Antonio Flecha | Spanien        | Rabobank              | + 0.00  |
| 15 | Óscar Freire        | Spanien        | Rabobank              | + 0.00  |